# Beljov
Beljov (rusky Белёв) je město v Tulské oblasti v Ruské federaci. Při sčítání lidu v roce 2010 měl bezmála čtrnáct tisíc obyvatel.

## Poloha a doprava
Beljov leží na levém, západním břehu Oky, přítoku Volhy, v evropské části Ruské federace.

## Dějiny
První zmínka o Beljovu je z roku 1147. Po zničení Černigovského knížectví důsledkem mongolského vpádu na Rus se Beljov stal sídlem místního knížectví, které se střídavě přiklánělo k Litevskému velkoknížectví a k Moskevskému velkoknížectví, než se definitivně přiklonilo k druhému zmíněnému.
V roce 1826 ve městě zemřela na srdeční selhání Luisa Bádenská, manželka cara Alexandra I.
Za druhé světové války dobyla v říjnu 1941 Beljov německá armáda a jednotky 10. armády Rudé armády jej dobyly zpět 31. prosince téhož roku v rámci protiútoku během bitvy před Moskvou.

### Rodáci
- Zinaida Nikolajevna Gippiusová (1869–1945), spisovatelka